# Johann Christoph Friedrich Klug
 (avril 2019).
Si vous disposez d'ouvrages ou d'articles de référence ou si vous connaissez des sites web de qualité traitant du thème abordé ici, merci de compléter l'article en donnant les références utiles à sa vérifiabilité et en les liant à la section « Notes et références ».
Pour les articles homonymes, voir Klug.
Johann Christoph Friedrich Klug est un entomologiste prussien, né le 5 mai 1775 à Berlin et mort le 3 février 1856 dans cette même ville.

## Biographie
Il est professeur de médecine et d’entomologie à l’université Frédéric-Guillaume de Berlin. Il y dirige les collections d'insectes de 1810 à 1856. Il dirige également le jardin botanique de Berlin où sont déposées ses collections.

## Travaux
- Monographia siricum Germaniae atque generum illis adnumeratorum, Berlin, F. Schuppel, 1803.
- Die Blattwespen nach ihren Gattungen und Arten zusammengestell, Berlin 1808.
- Entomologische monographieen, Berlin 1824.
- Symbolæ Physicæ, Berlin, 1829-1845, consacré aux papillons de Haute Égypte et d'Arabie.
- Neue Schmetterlinge der Insekten-Sammlung des Königl, Berlin, Zoologischen Musei der Universität zu Berlin, 1836-1856.
- Gesammelte aufsätze über Blattwespen, Berlin, Verlag R. Friedlaender, 1884[2].

## Distinctions
Un papillon, Geitoneura klugii et un genre de plantes  Klugia (en) de la famille des Gesneriaceae ont été nommés en son honneur.